# Praterie e macchie di Hobyo
Le praterie e macchie di Hobyo sono un'ecoregione dell'ecozona afrotropicale, definita dal WWF (codice ecoregione: AT1307), che si estende lungo la costa orientale della Somalia.

## Territorio
È un'ecoregione di deserto che occupa 26.100 chilometri quadrati nel centro della costa orientale della Somalia, da sud di Mogadiscio fino a 250 chilometri a nord di Hobyo. È situata tra la boscaglia e macchia di Acacia-Commiphora somala e l'oceano Indiano. Si tratta di una regione di dune costiere di 10-15 chilometri di larghezza che sfuma, verso l'interno, in savana arida e semideserto.

## Flora
La vegetazione della regione è costituita da distese erbose che si sviluppano sulle dune costiere, con cespugli e arbusti sparsi. Lungo la costa, la vegetazione, spazzata dai venti, ha assunto l'aspetto di una bassa e fitta boscaglia, caratterizzata da piante sempreverdi, grazie all'umidità apportata dalle brezze marine. Tra le principali specie di questa boscaglia vi sono Aerva javanica, Indigofera sparteola, Jatropha pelargoniifolia (o glandulosa) e Farsetia longisiliqua.

## Fauna
Nell'area sono presenti due specie di rettili rigorosamente endemiche, Haackgreerius miopus e Latastia cherchii, nonché altre cinque specie di rettili quasi endemiche. Vi sono anche due specie endemiche di mammiferi, il dik-dik argentato (Madoqua piacentinii) e la talpa dorata della Somalia (Chlorotalpa tytonis). È inoltre presente un certo numero di rari mammiferi di maggiori dimensioni: il dibatag (Ammodorcas clarkei), la gazzella di Sömmerring (Nanger soemmerringii), il dik-dik di Salt (Madoqua saltiana) e la gazzella di Speke (Gazella spekei). Tutti occupano un areale ristretto a varie regioni del corno d'Africa.
Vi sono anche due specie endemiche di uccelli: l'allodola di Ash (Mirafra ashi) e l'allodola di Obbia (Spizocorys obbiensis), ristrette alle praterie costiere. Malgrado il livello di endemismi sia piuttosto alto, il numero di specie totali è relativamente basso.

## Conservazione
A causa della guerra civile che sconvolge la Somalia da decenni, non è possibile avere informazioni precise sullo stato di conservazione di questa ecoregione. Le popolazioni locali utilizzano le boscaglie e le praterie della regione come pascoli per il bestiame e luoghi dove trovare legna da ardere.